# Горфункель, Александр Хаимович
Алекса́ндр Хаи́мович Горфу́нкель (11 июля 1928, Ленинград — 26 апреля 2020, Бостон, Бостон) — советский и американский историк книги и библиограф, специалист по русской истории и культуре XVII века, истории и философии итальянского Возрождения (XIII—XVII вв.). Кандидат исторических наук, доктор философских наук, действительный член РАЕН. Один из авторов «Атеистического словаря».

## Биография
Отец Александра Горфункеля Хаим Донович занимался литературным творчеством и первые свои опыты посылал В. Г. Короленко, от которого получил положительный отзыв (в письме, которое Горфункель впоследствии отдал наследникам писателя).
Во время Великой Отечественной войны Александр вместе с матерью и сестрой был эвакуирован в Удмуртию, в город Глазов, где они жили несколько лет.
В период с 1943 по 1945 гг Горфункель был в эвакуации в городе Переславле-Залесском Ярославской области, где окончил среднюю школу им. Ленина. Учившийся с ним за одной партой его друг Виктор Михайлович Шепелёв приводит текст посвящённого ему А. Горфункелем прощального стихотворения, написанного 1 октября 1944 г. в связи с предстоящим отъездом из Переславля-Залесского в г. Ленинград:
Художник очень щедрой кистью
Кладёт мазки на зелень трав…
Шуршат трепещущие листья,
Наутро землю разубрав.
Последний раз взглянуть в озёрный
Закат. Сверкнувший. Воздух чист.
И тонет в вышине просторной
Взлетевший с ветром жёлтый лист.
Грустят задумчивые ивы
И снова ветровой порыв.
И слышу я его призывы,
И вижу — город и залив.
Прощай! Мой путь в полях сквозь осень,
Сквозь пыль дорог и мостовых
Мой путь — от приозёрных сосен
К асфальту улиц городских.
Прощай! Забуду я, быть может,
Закат и этот хмурый день.
Пройдут года и уничтожат
Последний день, сотрут и тень.
Но день запомню молчаливый,
(Он тишиной, теплом дышал).

Стихи и тихий шёпот ивы,
Спокойный пруд и древний вал.
Отъезд Горфункеля из эвакуации состоялся летом после госэкзаменов и получения впервые введённого тогда аттестата зрелости.
В 1950 году окончил Ленинградский государственный университет.
В 1950—1962 годах работал в архивах в Ленинграде.
В 1956 году в Институте истории АН СССР защитил диссертацию на соискание учёной степени кандидата исторических наук по теме «Вотчинное хозяйство и крестьяне Кирилло-Белозерского монастыря в XVII в.».
В 1962—1984 годах заведовал Отделом редких книг и рукописей Научной библиотеки Ленинградского университета.
В 1973 году в МГУ имени М. В. Ломоносова защитил диссертацию на соискание учёной степени доктора философских наук по теме «Натурфилософия итальянского Возрождения».
С 1984 года — старший научный сотрудник Государственной публичной библиотеки (ГПБ), а с 1988 года — заведующий сектором редких книг и книговедения ГПБ (с 1992 — Российская национальная библиотека).
В 1993 году А. Х. Горфункель переехал вместе с женой из Санкт-Петербурга в США (штат Массачусетс), где был принят в центр Российской истории при Гарвардском университете. В Гарварде он продолжил заниматься изучением жизни и творчества русского философа и поэта XVII века Яна (Андрея) Белобоцкого.

## Семья
Мать — Мария Яковлевна Аронсон (1894-1980), сестра Г. Я. Аронсона.
Жена — исследователь искусств, художница, член Международного Союза историков искусств и художественных критиков Роза Михайловна Коваль (1929 г. р.), тридцать лет проработавшая в Эрмитаже. Она является автором книги «Русский Север: Кириллов. Ферапонтово», а также многочисленных статей по декоративно-прикладному искусству. После переезда в Америку продолжила заниматься керамикой, писать статьи об искусстве.

## Научные труды
Автор более 300 научных работ, в том числе монографий: «Джордано Бруно», «Томмазо Кампанелла», «Гуманизм и натурфилософия Итальянского возрождения», «Философия эпохи Возрождения», «Неотчужденная ценность». Делал переводы с латинского и итальянского языков произведений мыслителей Средних веков и Возрождения.
Составил следующие печатные каталоги редких книг Научной библиотеки Ленинградского университета:
- инкунабул (1967),
- книг кирилловской печати 16-17 вв. (1970),
- прижизненных изданий произведений В. И. Ленина (1973),
- палеотипов (1977).

Также был составителем и научным редактором:
- 2-4-го выпусков «Учётного списка инкунабулов» ГПБ (1986—1992),
- сборника «Коллекции. Книги. Автографы» (вып. 1-2, 1989—1991).

## Публикации
- Горфункель А. Х. Джордано Бруно. — М.: Мысль, 1965. — 208 с. — (Мыслители прошлого). — 42 000 экз.
- Горфункель А. Х. Томмазо Кампанелла. — М.: Мысль, 1969. — 248 с. — (Мыслители прошлого). — 30 000 экз.
- Горфункель А. Х. Гуманизм и натурфилософия Итальянского возрождения. — М.: Мысль, 1977. — 360 с. — 8000 экз.
- Горфункель А. Х. Философия эпохи Возрождения: Учебное пособие. — М.: Высшая школа, 1980. — 368 с.
- Горфункель А. Х., Николаев Н. И. Начало университетской библиотеки (1783 г.): Собрание П. Ф. Жукова — памятник русской культуры XVIII в.: Каталог / ЛГУ; НБ им. М. Горького. — Л.: Изд-во ЛГУ, 1980. — 88 с.
- Горфункель А. Х., Николаев Н. И. Неотчуждаемая ценность: Рассказы о книжных редкостях университетской библиотеки / Ленинградский государственный университет. — Л.: Изд-во ЛГУ, 1984. — 176 с.
- Труд науки и извороты шарлатанства: о ремесле историка. — СПб.: Дмитрий Буланин, 2013. — 464 с. (рецензия М. А. Юсима)